# Jan Łaszczyk
Jan Łaszczyk (ur. 1951) – polski pedagog i nauczyciel akademicki, doktor habilitowany nauk humanistycznych, rektor Akademii Pedagogiki Specjalnej im. Marii Grzegorzewskiej w Warszawie w kadencjach 2008–2012 i 2012–2016.

## Życiorys
Absolwent pedagogiki w Wyższej Szkole Pedagogicznej w Krakowie (1973). W 1985 w Instytucie Badań Pedagogicznych w Warszawie uzyskał stopień naukowy doktora. W 1995 habilitował się w Akademii Nauk Pedagogicznych Federacji Rosyjskiej.
Zawodowo związany z Wyższą Szkołą Pedagogiki Specjalnej w Warszawie, przekształconą następnie w Akademię Pedagogiki Specjalnej, na której doszedł do stanowiska profesora. Był m.in. dziekanem Wydziału Rewalidacji i Resocjalizacji oraz prorektorem. W 2008 i 2012 wybierany na rektora tej uczelni na czteroletnie kadencje.
Członek Polskiego Towarzystwa Uniwersalizmu, został prezesem Fundacji Pedagogiki Zdolności Universitas Rediviva i członkiem zarządu Fundacji Niezależnej Akademii Twórczości. Był również profesorem Wyższej Szkoły Pedagogicznej im. Janusza Korczaka w Warszawie.
Zainteresowania badawcze koncentrują się wokół pedagogiki twórczości, obejmują zagadnienia z zakresu pedagogicznego procesu rozwijania dyspozycji twórczych człowieka oraz pracy z uczniem zdolnym, a także problematyki wykorzystania technik informatycznych w edukacji.

## Odznaczenia
- Krzyż Kawalerski Orderu Odrodzenia Polski (2002)[4]
- Złoty Krzyż Zasługi (1993)[5]
- Srebrny Krzyż Zasługi
- Brązowy Krzyż Zasługi
- Medal Komisji Edukacji Narodowej[2]

## Wybrane publikacje
- Razwitije teorii i praktiki pedagogiki tworczestwa, WSPS, Warszawa 1995.
- Charakterystyka stanu opieki nad jednostką zdolną, [w:] Andrzej Góralski (red.), Szkice do pedagogiki zdolności, Warszawa 1996.
- O pedagogice twórczości (red.), WSPS, Warszawa 1997.
- Komputer w kształceniu specjalnym (red.), WSiP, Warszawa 1998.
- Pedagogika czasu przemian (red.), ZM WSPS, Warszawa 1999.
- Uzdolnienia intelektualne i twórcze. Teoria. Diagnoza. Metodyki (red.), Uniwersitas Rediviva, Warszawa 2001.
- Informatyczne środki w edukacji specjalnej (red.), Universitas Rediviva, Warszawa 2003.
- Pedagogika twórczości i dialogu (red.), Universitas Rediviva, Warszawa 2006.
- Uczeń zdolny wyzwaniem dla współczesnej edukacji (współredaktor), APS, Warszawa 2008.
- Zdolności i twórczość jako perspektywa współczesnej edukacji (współredaktor), Universitas Rediviva, Warszawa 2009.
- Filozofia i pedagogika twórczości (red.), Wydawnictwo Universitas Rediviva, Warszawa 2011.